# Monohelea falcata
Monohelea falcata är en tvåvingeart som beskrevs av Debenham 1972. Monohelea falcata ingår i släktet Monohelea och familjen svidknott. Inga underarter finns listade i Catalogue of Life.